# Bokissa

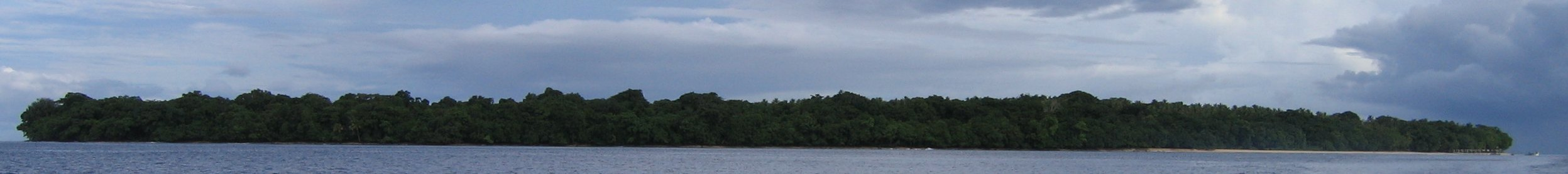
Immagine panoramica dell'isola.

Bokissa è una piccola isola dello Stato di Vanuatu, situata nella parte meridionale dell'Oceano Pacifico
Si trova a 10 km a sud-est dell'isola di Espiritu Santo, tra Aore e Tutuba. Misura 64 ettari, è ricoperta da una folta vegetazione ed è circondata dalla barriera corallina. È di proprietà di un villaggio turistico che la gestisce in modo da non danneggiare eccessivamente l'ambiente naturale.